# Роберт Гаятт
Роберт Гаятт — ад'юнкт-професор інформатики в Університеті Алабами в Бірмінгемі. Автор комп'ютерної шахової програми Crafty і співавтор Cray Blitz, переможця чемпіонатів світу серед комп'ютерів 1983 і 1986 років.
Др. Гаятт здобув ступінь бакалавра 1970 р. і ступінь магістра 1983 р. 1986 року здобув ступінь доктора Філософії.